# Kvinna till Kvinna
Kvinna till Kvinna („Kobieta dla kobiety”) – szwedzka fundacja założona w 1993, której celem jest wsparcie dla kobiet – ofiar wojny.
Fundacja powstała w reakcji na zbrodnie popełnione na kobietach w czasie wojny na Bałkanach na początku lat 90. Pierwszym odruchem było stworzenie programów pomocy dla tych kobiet. Członkowie fundacji zwrócili później uwagę na rolę kobiet w procesie odbudowy krajów zniszczonych przez wojnę. Dlatego fundacja wspiera organizacje kobiece, które stanowić mają podwaliny społeczeństwa obywatelskiego i działać mają na rzecz pojednania zwaśnionych stron. Fundacja nie tylko pomaga kobietom-ofiarom konfliktów zbrojnych, ale wspiera je, by też same pomagały innym. Kvinna Till Kvinna ma również w swoich zamierzeniach dostarczanie informacji o sytuacji kobiet w trakcie konfliktów zbrojnych na całym świecie. Promuje również pokojowe metody rozwiązywania konfliktów.
Fundacja działa głównie na Bałkanach (Albania, Bośnia i Hercegowina, Chorwacja, Kosowo, Macedonia, Serbia), ale jej biura znajdują się również w Izraelu i Palestynie oraz w Gruzji. Siedziba fundacji mieści się w Sztokholmie.
W 2002 fundacja Kvinna Till Kvinna otrzymała nagrodę Right Livelihood „za niezwykłe osiągnięcia w leczeniu ran nienawiści etnicznej i wojny, poprzez pomaganie kobietom, często pierwszym ich ofiarom, w podejmowanie roli głównych aktorów pojednania i odbudowy pokoju.”